# Fernand Schammel
Fernand Schammel (Lussemburgo, 30 marzo 1923 – Lussemburgo, 17 maggio 1961) è stato un calciatore lussemburghese, di ruolo attaccante.

## Carriera

### Club
Ha giocato per 5 stagioni consecutive nel campionato lussemburghese con l'Union Louxemburg, con cui nella stagione 1946-1947 ha anche vinto una Coppa del Lussemburgo.

### Nazionale
Con la Nazionale lussemburghese prese parte ai Giochi olimpici del 1948, giocando in entrambe le partite disputate dalla sua Nazionale (contro l'Afghanistan il 26 luglio 1948 e contro la Jugoslavia il successivo 23 luglio). Ha segnato una rete in ciascuna delle due partite, terminate rispettivamente per 6-0 ed 1-6. Il 26 settembre 1949 ha giocato nella partita persa per 5-2 a Berna contro la Svizzera, valida per le qualificazioni ai Mondiali del 1950.

## Palmarès

### Club

#### Competizioni nazionali
- Coppa del Lussemburgo: 1

Union Luxembourg: 1946-1947